# کوجو نینشی
کوجو نینشی (به ژاپنی: 九条 任子 Kujō Ninshi)؛ ۳۱ اکتبر ۱۱۷۳ – ۳ فوریهٔ ۱۲۳۹) چوگو همسر اصلی امپراتور گو-توبا و دختر فوجیوارا نو کانه‌زانه اهل ژاپن بود. او تنها یک فرزند دختر به نام شاهدخت شوشی به دنیا آورد و پس از تغییر سیاسی سال هفتم کنکیو در  در اوت ۱۲۰۰ میلادی، مجبور به ترک دربار شد.